# Semilla certificada
La semilla certificada, también llamada semilla comercial o procedente de semilla madre, es la que se obtiene después de un proceso legalizado de producción y multiplicación de semilla de variedades mejoradas. Se logra a partir de la semilla genética o de fundación, o de semilla registrada, que cumple con los requisitos mínimos establecidos en el reglamento específico de la especie o grupos.

## Beneficios y Perjuicios
De acuerdo con los productores y usuarios de estas semillas, existen beneficios y perjuicios alrededor de estas semillas.  Algunos beneficios son:
- Alto porcentaje de germinación
- Pureza Varietal
- Buena calidad en la cosecha
- Más aprovechamiento del fertilizante
- Más resistencia a plagas, enfermedades y vuelco
- Mayor rendimiento

Por otra parte, no hay científicos que indiquen que el consumo de los productos obtenidos a partir de estas semillas generen enfermedades como el cáncer y produzcan desórdenes hormonales, metabólicos, inmunológicos, nerviosos y reproductivos.

## Las semillas certificadas y la propiedad intelectual
A lo largo y ancho del planeta, a partir de la década de los 60s, se han venido implementando una serie de acuerdos y leyes que protegen a los detentores de los derechos de propiedad intelectual sobre las semillas certificadas.
El primer y principal acuerdo, es el Convenio Internacional para la Protección de las Obtenciones Vegetales, firmado en París en 1961, cuya última versión data del año 1991, y dos anteriores en 1972 y 1978.  Este, creó la UPOV – Unión Internacional para la Protección de las Obtenciones Vegetales, organización que a final de 2012 agrupaba a 71 países.
El convenio de la UPOV es el fundamento para la concesión, a los obtentores de variedades vegetales, de un derecho de propiedad intelectual específico al mundo vegetal, distinto de la patente: el derecho de obtentor, lo que significa que para reproducir o multiplicar la variedad con fines comerciales es necesario disponer de la autorización del obtentor. 
Localmente, en los diferentes países se han adoptado diferentes leyes y normas que tienden a la protección de los derechos de los obtentores.

## Productores
Existen 10 transnacionales que controlan más de dos tercios de las ventas mundiales de semillas que están bajo propiedad intelectual.  Las cinco primeras son: la compañía estadounidense Monsanto -dueña del 80% de la biotecnología del mundo-, DuPont, igualmente ubicada en Estados Unidos, Syngenta, con casa matriz en Suiza, la compañía francesa Groupe Limagrain, y la también estadounidense Land O`Lakes.
El premio Mundial de Alimentación 2013, galardón que se conoce como el Nobel de Agricultura, en su versión número 27, les fue otorgado a científicos de Monsanto y Syngenta, al igual que a un representante de Plant Genetic Systems Inc.

## Plantas Transgénicas
Son plantas modificadas genéticamente, con resistencia a infecciones virales y bacterianas.  Esta resistencia se logra cuando la información genética derivada del virus vegetal se inserta en el genoma de una planta, haciéndola en alguna medida resistente al virus donante.  Se presume que esta estrategia es prometedora si se conocen los genes que modifican para enzimas o proteínas que proveen una propiedad valiosa a la planta.
Los programas de mejoramiento tradicionales de cruce y selección para obtener resistencia contra patógenos se han desarrollado en algunos países de Suramérica, pero solo con éxito parcial.  Estos programas presentan muchas dificultades debido a la complejidad genética de los organismos y al largo tiempo que requieren los retrocruces y las pruebas de campo.
La biotecnología y el mejoramiento convencional se diferencian en la forma de solucionar problemas para los cuales los métodos tradicionales no ofrecen soluciones efectivas y eficientes.  Por esto, la introducción estable de genes foráneos en plantas representa uno de los desarrollos más significativos en los continuos avances de la tecnología para la agricultura, ya que se mejoran las cualidades agronómicas de las cosechas, y así se disminuyen las pérdidas, y con ello la economía se beneficia.
La generación de plantas transgénicas comprende: una técnica de transformación específica, como las ya mencionadas; un sistema funcional de regeneración para una especie y cultivar dados; un gen seleccionador o marcador de monitoreo.  En caso de obtener plantas transgénicas es necesario generar, a partir de una sola célula (la cual ha incorporado el ADN foráneo) una plántula completa.  Esta planta debe contener en todas sus células el mismo material genético, además del mismo ADN foráneo.
Este tipo de plantas exige el uso de semillas certificadas.

## Controversia
En torno a la producción agrícola basada en semillas certificadas, se ha generado una gran controversia, ya que en la mayoría de los países en los que se trabaja con este tipo de semillas, la situación responde a una o una serie de leyes que básicamente criminalizan a los agricultores que utilicen semillas nativas, no certificadas por las autoridades del agro de cada uno de estos países, y pareciera que favorecen a las compañías transnacionales productoras de este tipo de semillas.  Estas leyes tienen una denominación local, pero normalmente sus detractores las llaman Ley Monsanto.
El presidente Barack Obama, a finales del mes de marzo de 2013, firmó la ley financiera HR 933, o Ley de Seguridad Agraria, llamada por sus oponentes Monsanto Protection Act, que libera de responsabilidades legales a Monsanto y, dado que los estudios científicos han establecido que no existe mayor riesgo por el consumo de alimentos transgénicos que el que existe con los otros tipos de alimentos como los convencionales u orgánicos, no le permite a las autoridades federales ordenar el cese inmediato de plantación y venta de los mismos.
De todas formas, hay comunidades que reaccionan al respecto.  Las autoridades de la gran Isla de Hawái, aprobaron un proyecto de Ley que dejaría sin oportunidad de utilizar las semillas certificadas, para cultivos en la Isla, exceptuando el de papaya, el cual ya funciona con semillas certificadas en un 75%.  De ser aprobado como Ley, implicaría que las personas que saquen producto con semillas certificadas, se verían expuestas a una detención de 30 días y multas hasta por 1.000 dólares.  Este proyecto aparentemente es fuerte, pero de hecho es de los más suaves que cursan en este respecto en la Isla.
La Unión Europea también se ha visto afectada por este tema.  A mediados de 2013,  estaba en pleno trámite la Ley de Material Reproductivo de las Plantas, que hará entrar en la ilegalidad el cultivo, reproducción y comercialización de cualquier semilla vegetal o árbol, sin la previa prueba y aprobación de la “Agencia de Variedades Vegetales de la UE”.  Este organismo, elaborará un listado de las plantas autorizadas.  Adicionalmente, para poder mantener en la lista y utilizar las semillas autorizadas, se deberá pagar una tarifa de mantenimiento anual a la Agencia. 
Luego de protestas por parte de varios sectores de la sociedad, se lograron algunas concesiones, como que los jardineros puedan guardar e intercambiar semillas no aprobadas sin infringir la ley, o que personas y pequeñas organizaciones pueden proveerse de semillas de hortalizas no aprobadas, siempre y cuando tengan menos de 10 empleados, o una elemental como que los bancos de semillas pueden guardar semillas no aprobadas, sin que por ello se infrinja la ley.
Colombia no es la excepción.  En el segundo semestre de 2013, se gestó y se desarrolló el Paro Nacional Agrario en Colombia, el cual se dio, entre otras causas, debido al hecho de que los campesinos, gracias a lo pactado en el Tratado de Libre Comercio entre Colombia y Estados Unidos, no podrían utilizar semillas nativas y ancestrales, sino que deberían someterse al uso de las semillas certificadas, producidas por compañías multinacionales como Monsanto.
Este acto se reguló mediante la Resolución 970, que diera el nombre a un documental que generó bastante controversia, y la cual, pretendía dictar los requisitos para la producción, acondicionamiento, importación, exportación, almacenamiento, comercialización de las semillas en Colombia, regulaciones que básicamente obligaban al uso del tipo de semilla contemplada en el artículo 15 de la misma, del cual se desprende que las semillas legales o autorizadas para sembrar, son las certificadas.  De acuerdo con lo acordado en las mesas de negociación del Paro, entre campesinos y gobierno, su aplicación sería congelada.